# Кушелев, Григорий Григорьевич (1802)
Граф Григорий Григорьевич Кушелев (09 марта 1802 (21 марта 1802), Санкт-Петербург — 17 февраля (1 марта) 1855) — генерал-лейтенант, сенатор, второй сын адмирала Г. Г. Кушелева, внук графа И. А. Безбородко, владелец пригородного имения Лигово.

## Биография
Родился в Санкт-Петербурге в семье графа Г. Г. Кушелева и супруги его, Любови Ильиничны, рождённой графини Безбородко. Старший брат Александр стал впоследствии известным государственным деятелем А. Г. Кушелевым-Безбородко. Детские годы Григорий с братом провели на попечении своей тётки княгини К. И. Лобановой-Ростовской, в доставшемся ей пригородном имении княгини Безбородко, Палюстрово (после 1945 года принято написание «Полюстрово»).
В 1819 г. произведен из портупей-юнкеров в прапорщики гвардейской конной артиллерии. В 1827 г. участвовал в войне с Персией и находился при взятии Эчмиадзина и в делах под крепостью Саардар-Абу. В 1828 г. участвовал в турецкой кампании, за отличие под Шумлой произведен в капитаны; посланный из-под Силистрии с донесениями в Петербург, назначен флигель-адъютантом к царю Николаю I; в 1831 г. произведен в полковники; в 1839 г. — в генерал-майоры с назначением в свиту Его Величества Николая I. В 1838 г. назначен вице-директором артиллерийского департамента, в 1840 — его директором, в 1846 — членом Военного совета.
В 1840 г. граф Григорий Григорьевич Кушелев купил имение Лигово за 211 429 рублей серебром у Петра Буксгевдена. В это время имение включало 7 деревень — Лигово, Новую, Ново-Коерово, Сосновку (Горелово), Ново-Паново, Старо-Паново и Ивановскую с 347 душами крестьян и землей в 2555 десятин (2791 га). В 1844 г. он присоединил две соседние с востока и запада дачи по Петергофской дороге.
Граф Кушелев задался целью создать образцовое имение в хозяйственном отношении. Управляющим стал шотландец 3ахар Маклотлин (анг. Richard Watson MacLothlin) (1795 - 1861). Ухоженные угодья с пасущимися стадами породистого английского, тирольского, холмогорского скота создавали великолепную панораму для усадебных ансамблей. В 1848 г. одна из газет сообщала: «Тут русская усовершенствованная деревня вблизи города, тут подпетербургское хозяйство с искусственными лугами, напоминающими Англию или Фландрию, тут поля с необычным хлебом. Русские мужички и русские хорошо выдержанные лошади, кормленные овсом, отнюдь не соломою с крыши». В Лигове даже производились опыты по проращиванию пшеницы, найденной в древнеегипетских захоронениях в Фивах!

В 1851—1852 гг. А. И. Штакеншнейдер составил проект перестройки усадьбы в Лигове. Рядом с деревней Новая заработал кирпичный заводик. Усадьба значительно увеличилась за счёт разбивки английского пейзажного парка с западной стороны. Рельеф обработали террасами. Провели сеть аллей и дорожек, создали видовые горки, выкопали пруды. Дом соединили крытым переходом с кухней, к северу от него организовали отдельные зоны — фруктовый сад с оранжереями, конюшни, птичий и скотный дворы. Тогда в Лигово пришла агрономическая слава: в образцовопоказательное хозяйство ездили учиться приумножению урожаев и знакомиться с новой техникой. 

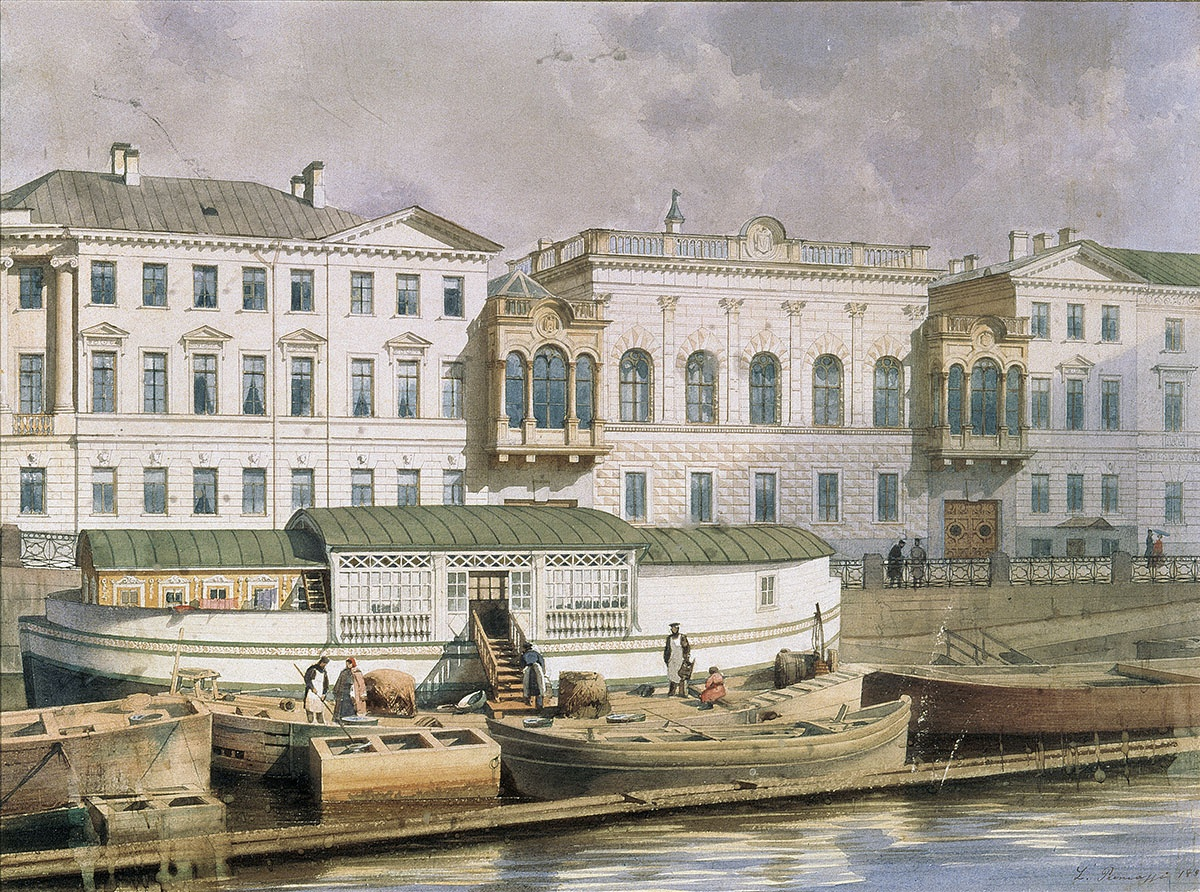
Дом Г. Г. Кушелева в Санкт-Петербурге, на наб. Фонтанки, 32. Акварель Л. Премацци, 1850-е.

Похоронен в Троице-Сергиевой пустыни в 1855 году в личной церкви-усыпальнице во имя святителя Григория Богослова (Кушелевской), построенной на средства вдовы графа Е. Д. Кушелевой. Строительством церкви управлял А. И. Штакеншнейдер. Освящен он 11 мая 1857 г. Постройка сохранилась, но церковь не действует.

## Награды
российские:
- Золотая шпага «За храбрость» (1827)
- Орден Святого Владимира 4 ст. с бантом (1828)
- Орден Святого Станислава 1 ст. (1840)
- Орден Святого Георгия 4 ст. (11.12.1840)

Орден Святой Анны 1 ст. (1842)
- Императорская корона к Ордену Святой Анны 1 ст. (1844)
- Орден Святого Владимира 2 ст. (1844)
- Орден Белого Орла (1848)
- Знак отличия за XXV лет беспорочной службы (1850)
- Табакерка с портретом Его Величества, бриллиантами украшенная (1851)

иностранные:
- Прусский Орден Святого Иоанна Иерусалимского (1829)
- Австрийский Орден Железной короны 1 ст. (1848)
- Датский Орден Данеброга 1 ст. (1850)
- Саксен-Альтенбургский Орден Эрнестинского Дома большой крест (1850)

## Семья

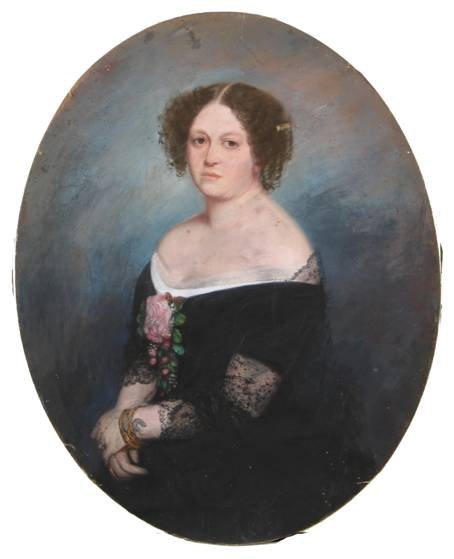
Екатерина Дмитриевна, жена

Был женат на фрейлине Екатерине Дмитриевне Васильчиковой (1811—1874), дочери генерала от кавалерии Д. В. Васильчикова и графини А. П. Апраксиной; позднее гофмейстерина великой княгини Александры Иосифовны. Владела большим состоянием и имением в Лигово, но в последние годы своей жизни разорилась. Старый управляющий Маклотлин умер в 1861 году, началась крепостная реформа, крестьяне Лигова отмежевали значительную часть имения, новые управляющие подворовывали. Она сдавала большую часть своего особняка на Фонтанке под ресторан, а сама занимала лишь несколько комнат в верхнем этаже. По замечанию современника, графиня Кушелева была «дивным, уже вымирающим типом большой русской барыни доброго старого времени». У Кушелевых не было детей, они воспитали незаконнорожденную подкинутую им в 1841 году девочку:
- Мария (Марфа) Григорьевна (1841 — 24.07.1901[2]), в 1858 году вышла замуж за распутного князя Бориса Николаевича Голицына (1833—1888), родила сына и развелась. По воспоминаниям современника, «Голицын считался лучшим дирижером балов, он женился на воспитаннице графини, отличавшейся необыкновенной уродливостью, едва ли по особенному влечению. Но несмотря на серьезность и на расчетливость, кончил он очень дурно. Жена ему предпочла советника итальянского посольства, маркиза Инконтри[3], похожего лицом на картонного бандита. Этот итальянец был до того неразлучен со своим моноклем, что тот, кажется, в конце концов совершенно врос ему в лицо. После смерти графини Кушелевой некрасивая маркиза долго еще украшала собою русскую колонию во Флоренции»[4]. Переводила на итальянский язык роман графа А. К. Толстого «Князь Серебряный», вышедший в 1863 году, но не довела перевод до конца. Умерла от нефрита во Флоренции, похоронена  на кладбище Аллори. Её сын, Борис Борисович Голицын воспитывался бабушкой Екатериной Дмитриевной и после её смерти её сестрой Татьяной Дмитриевной Строгановой (1823—1880) и стал впоследствии русским физиком, изобретателем первых сейсмографов и директором Экспедиции заготовления государственных бумаг (Гознак). Маркиза Инконтри похоронена на Евангелическом кладбище Аллори в 1901 году.